# Guennadi Krassílnikov
Guennadi Dmítrievitx Krassélnikov en udmurt Геннадий Дмитриевич Красильников, (Alnaixi, 7 de juliol de 1928- Ijevsk, 11 d'abril de 1975) fou un escriptor i novel·lista udmurt, creador del realisme psicològic en la literatura udmurt i un dels autors udmurts més destacats del segle xx. Les seves novel·les són plenes de personatges força vius i complexos, com a La casa antiga i Jo estic amb tu.
Krasilnikov va néixer el 7 de juliol de 1928 al poble Alnaixi en una família camperola. Després de graduar-se a l'escola secundària, va treballar i escriure al diari regional Alnaixski kolkhoznik. El 1946 va ser cridat per al servei militar, entrenat a l'Escola de Comunicacions Militars de Leningrad, però sis mesos més tard va ser donat d'alta de les forces armades per raons de salut. En tornar a Alnaixi, va treballar en un orfenat com a instructor de l'Ossoaviakhim. A principis de la dècada de 1950, va treballar al diari Sovetskoi Udmurtia. Es va graduar l'any 1957 a l'Institut de Literatura Maksim Gorki de Moscou, i després va tornar a Alnaixi. A partir de 1963 va viure a Ijevsk. Entre 1963 i 1974 va ser president de la junta directiva de la Unió d'Escriptors d'Udmúrtia. Va ser membre del Consell Suprem de l'RSS d'Udmúrtia (1961-63 i 1967-71), diputat del Consell Suprem de l'RSS d'Udmúrtia (1961-67 i 1971-75), i President del Consell Suprem de l'RSS d'Udmúrtia (20 de març de 1963- 28 de març de 1967).
El 1989 es va inaugurar un museu dedicat a Krassélnikov a Ijevsk.